# Gorgany
Les Gorgany (en ukrainien Ґорґа́ни) sont un massif montagneux d'Ukraine qui fait partie des Carpates orientales. Le massif culmine à 1 836 mètres d'altitude au mont Syvoulia. Il domine le col Yablonitsky et les sources du Prout. 

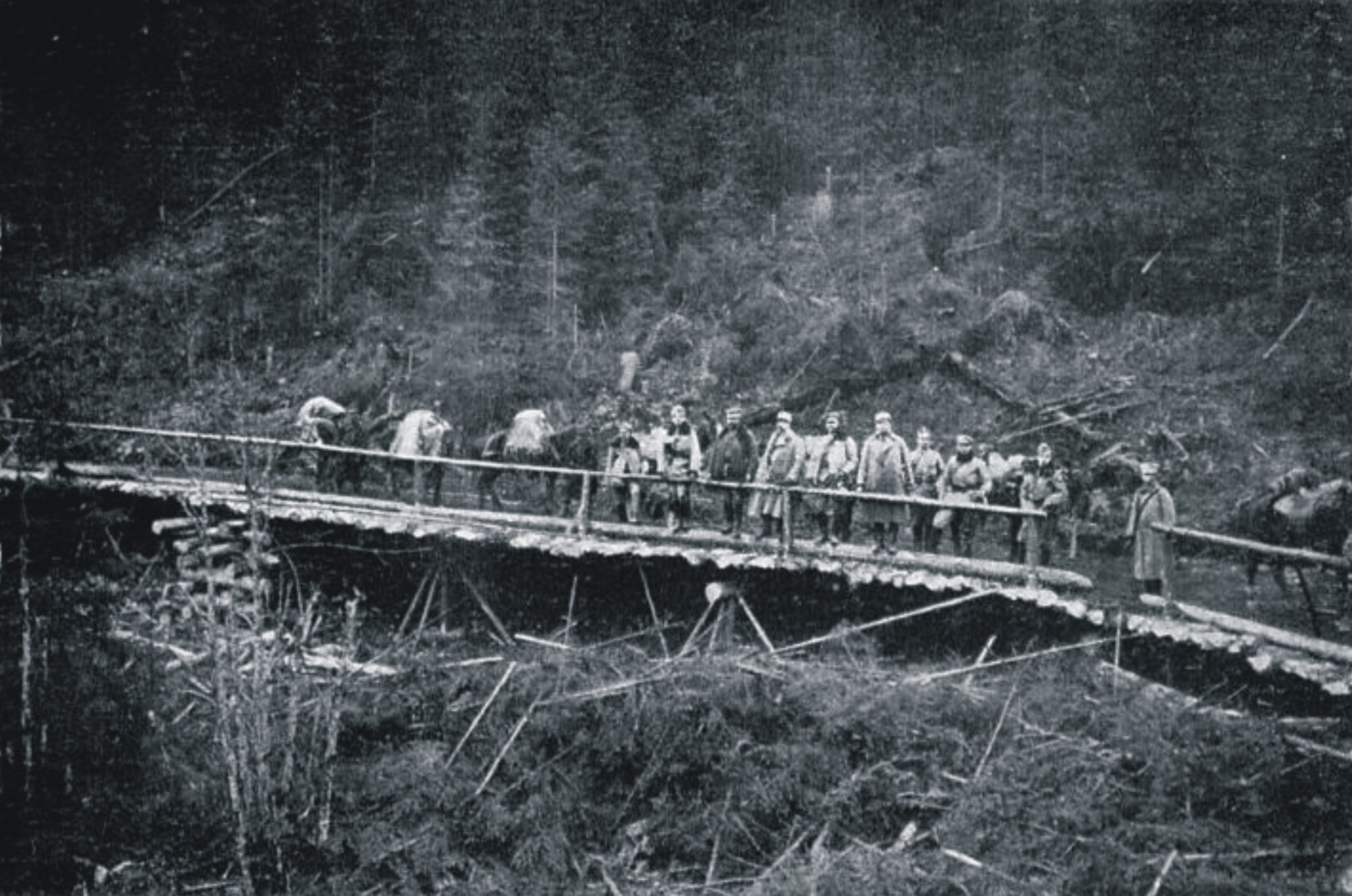
Une légion polonaise traversant un pont dans les monts Gorgany pendant la Première Guerre mondiale, 1915.
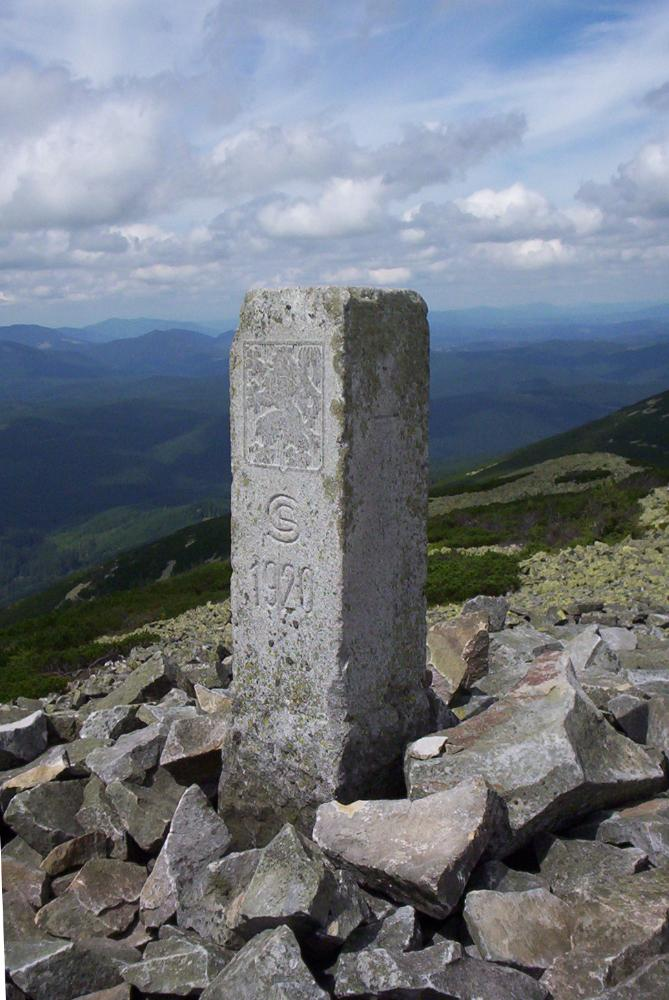
Ancienne borne frontière de 1920 entre la Pologne et la Tchécoslovaquie.
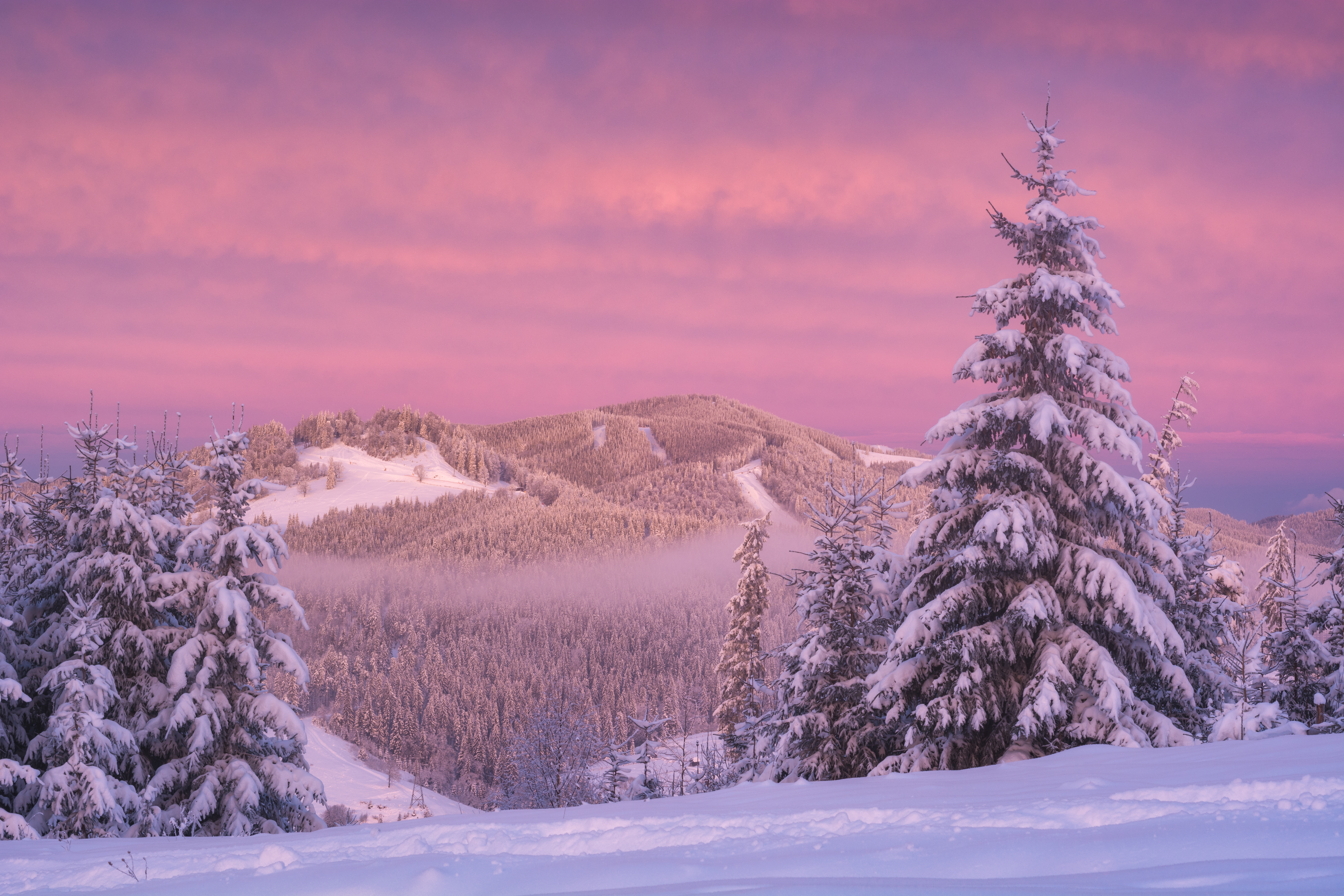
Matin rose d'hiver dans la chaîne de montagnes Gorgany en Ukraine.